# Thed Lenssen
Thed Lenssen (1950) is een Nederlandse commercial-regisseur.
Thed Lenssen begon als modefotograaf en werkte in die hoedanigheid voor bladen als de Cosmopolitan, Harpers Bazaar, Avenue, Elegance en Playboy. Exposities van Lenssens werk werden tentoongesteld in Oslo, Hamburg, Berlijn en Amsterdam. Na enige tijd fotografie en regie gecombineerd te hebben, werkt Lenssen sinds de jaren 90 alleen nog als commercial regisseur. Hij regisseerde commercials voor Heineken, Philips, Volkswagen, GMC, Lancia, Johnny Walker, Centraal Beheer, Pirelli en vele anderen. Veel van zijn commercials hebben prijzen in de wacht gesleept op de belangrijkste reclame-festivals in de wereld. Lenssen was onder andere een van de producenten van de speelfilm Claustrofobia.
Thed Lenssen is getrouwd met actrice Renée Soutendijk, zij hebben twee kinderen, Caro is ook actrice en speelde samen met haar moeder in Meiden van De Wit.